# Чернятино (городской округ Клин)
Чернятино — деревня в Клинском районе Московской области, в составе Воздвиженского сельского поселению. Население — 62 чел. (2010). В 1994—2003 годах Чернятино — центр Чернятинского сельского округа, в 2003—2006 годах входило в состав Воздвиженского сельского округа.
Деревня расположена в северо-западной части района, у границы с Тверской областью, примерно в 20 км к северо-западу от райцентра Клин, на безымянном левом притоке реки Яузы, высота центра над уровнем моря — 139 м. Ближайшие населённые пункты — примыкающий на востоке Корост и Гологузово на юго-западе. Через деревню проходит региональная автодорога 46К-0280 (автотрасса М10 «Россия»— Высоковск).

## Население
| 2002 | 2006 | 2010 |
| ---- | ---- | ---- |
| 74   | ↘65  | ↘62  |